# Летние Сурдлимпийские игры 1989
XVI Всемирные игры глухих прошли в Крайстчерче, Новая Зеландия. Игры проводились с 7 по 17 июня 1989 года, участие в них приняли 955 спортсменов из 30 стран.

## Виды спорта
Программа XVI Всемирных игр глухих включала 13 спортивных дисциплин (9 из которых индивидуальные, 4 — командные).

### Индивидуальные
- Лёгкая атлетика
- Бадминтон
- Велоспорт
- Плавание
- Греко-римская борьба
- Вольная борьба
- Настольный теннис
- Теннис
- Пулевая стрельба

### Командные
- Баскетбол
- Футбол
- Гандбол
- Волейбол

## Страны-участницы
В XVI Всемирных играх глухих приняли участие спортсмены из 30 государств:
- Австралия
- Бангладеш
- Бельгия
- Болгария
- Великобритания
- Гонконг
- Дания
- Израиль
- Индия
- Иран
- Ирландия
- Испания
- Италия
- Канада
- Китай
- Республика Корея
- Кувейт
- Нидерланды
- Новая Зеландия
- Норвегия
- Польша
- СССР
- США
- Турция
- Финляндия
- Франция
- ФРГ
- Швейцария
- Швеция
- Япония